# 皇后广场 (布里斯托尔)

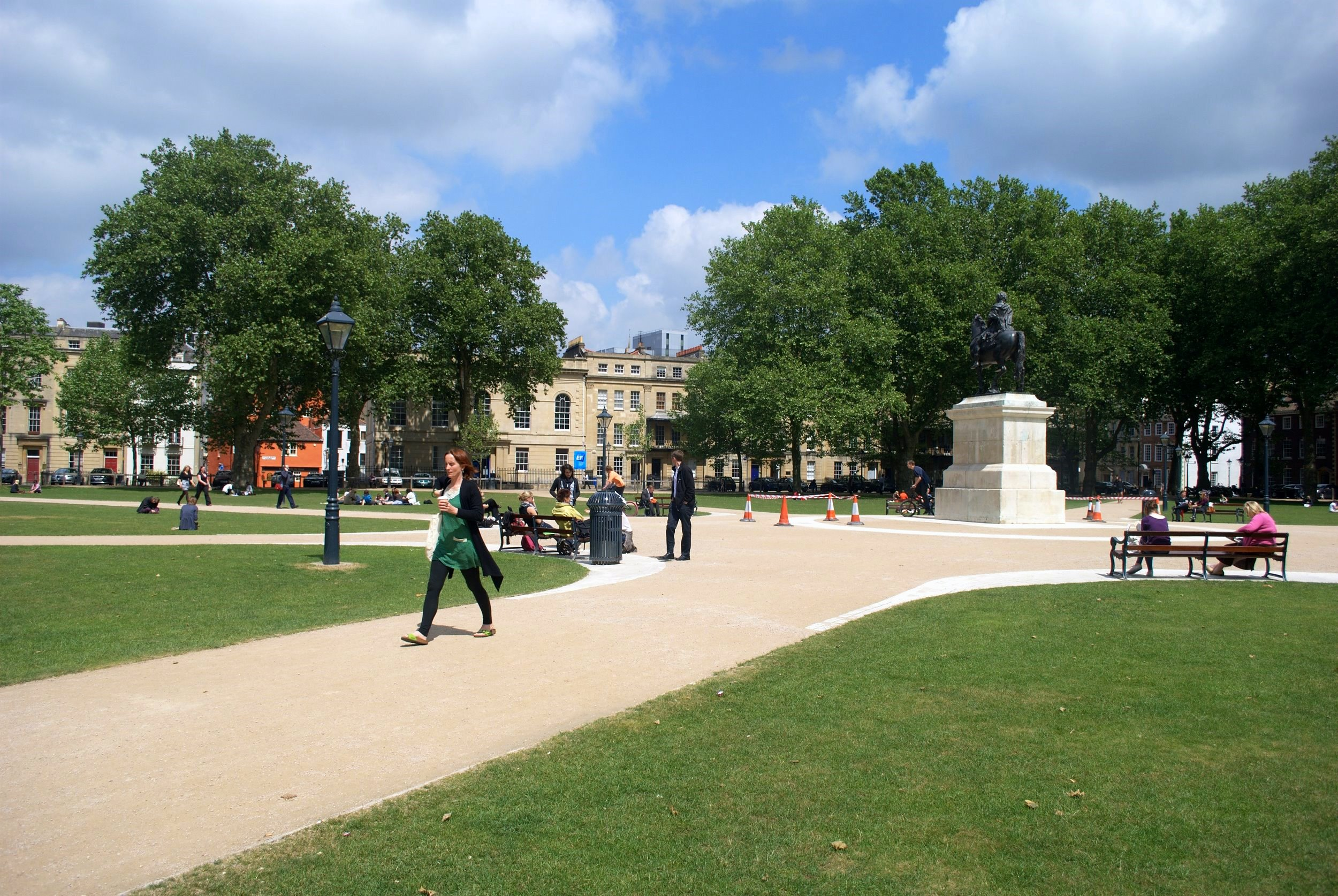
皇后广场中部

皇后广场（Queen Square）是英国布里斯托尔古城中心的开放空间。
这个广场规划于1699年，1727年建成。它得名于安妮女王。北面和西面的大部分毁于1831年布里斯托尔暴动，后来重建。现在许多建筑列为登录建筑。 
1937年，内城环路斜穿过广场，在2000年被拆毁，恢复为开放空间。 

## 雕像

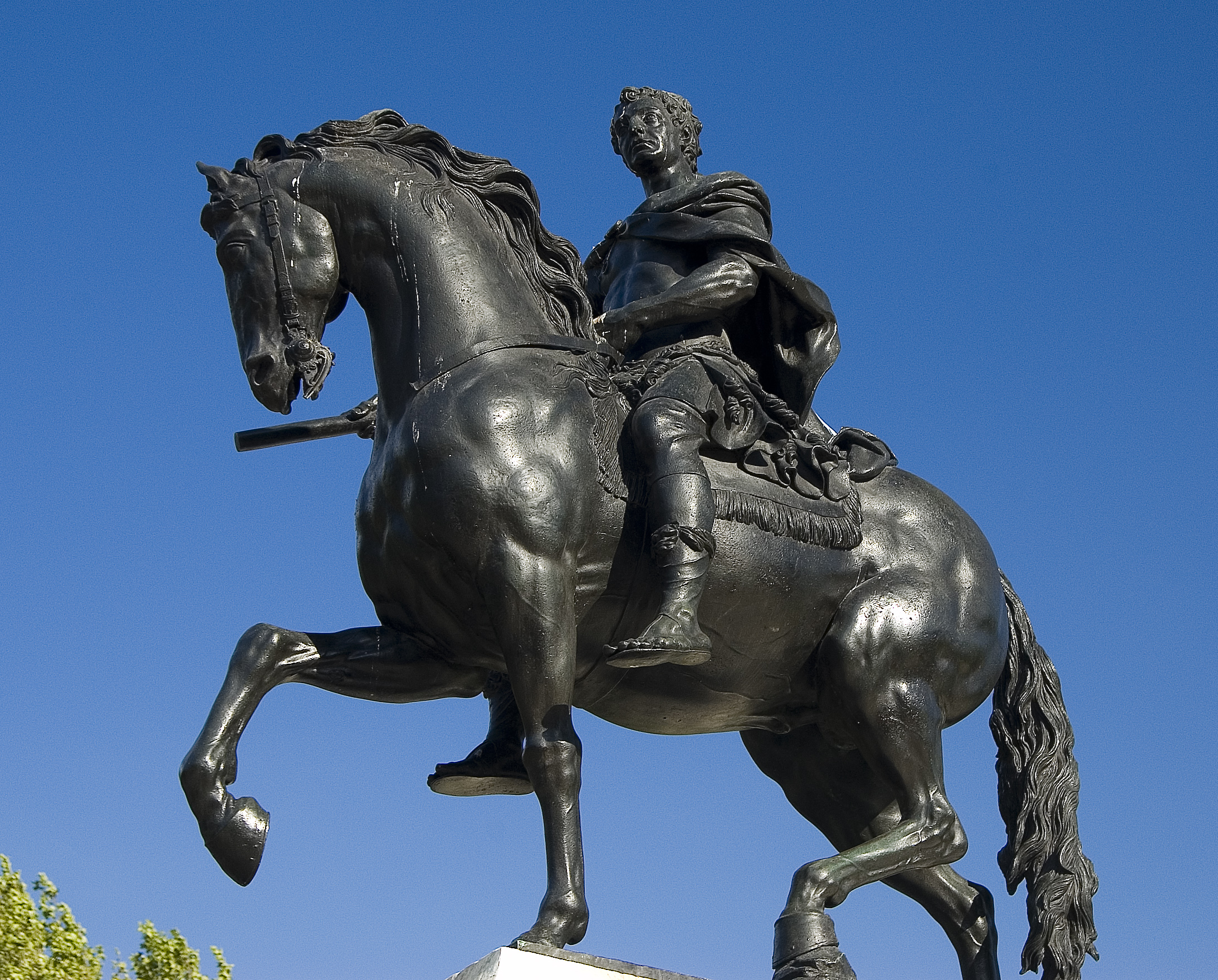
威廉三世雕像

皇后广场的中心是约翰迈克尔Rysbrack的威廉三世骑马雕像，1733年铸造，1736年安放，以示该市的忠诚。这座铜像现已列为一级登录建筑。

## 建筑
北侧有悉尼·斯默克的海关大楼（1835-7）（二级*登录），和亨利·拉姆利的阳台（1833年），目前为办公楼（二级*登录）。

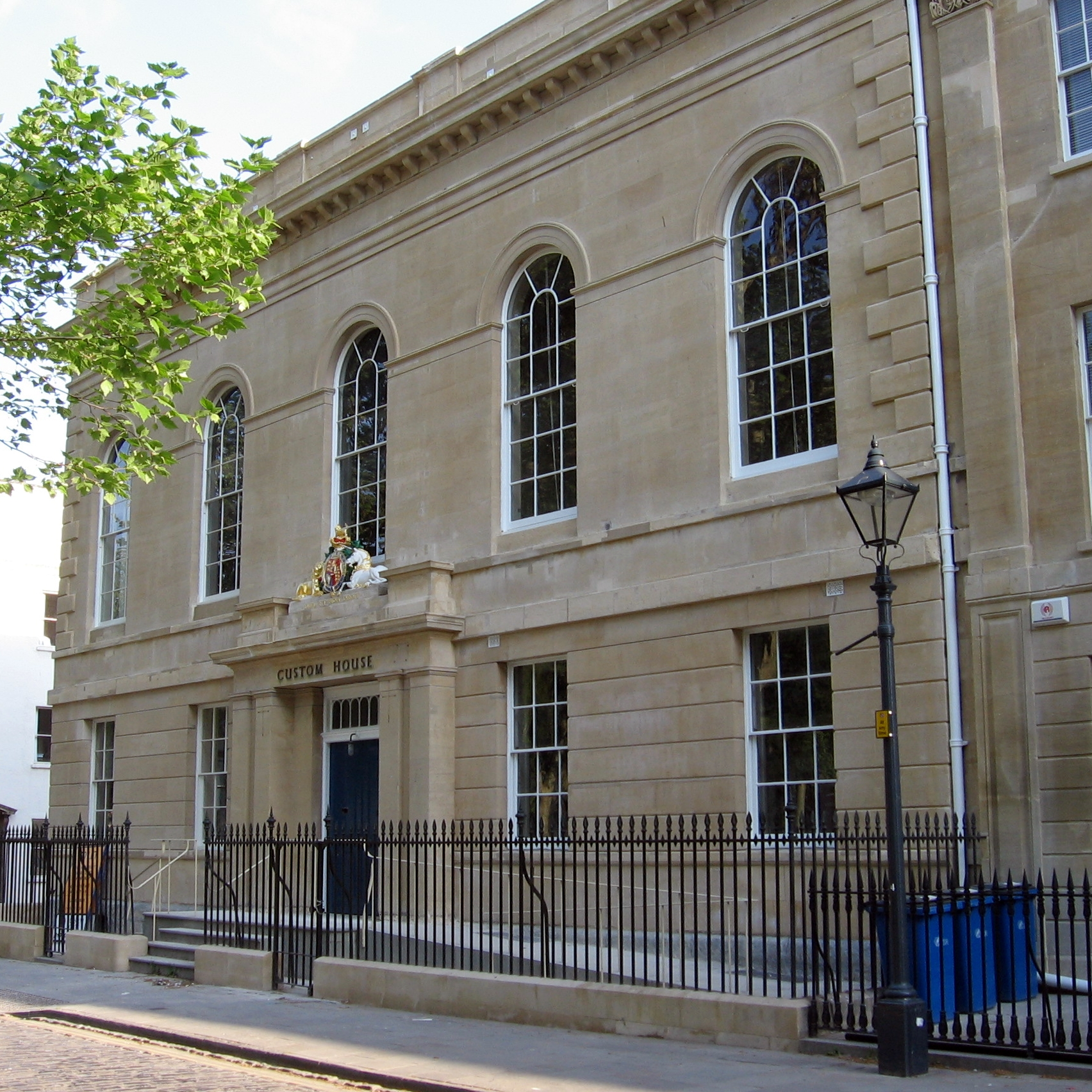
海关大楼

东面有一些20世纪建筑和威廉·维恩·歌赋设计的港务局办公楼（1889年）。海员避难所建于1709年至1711年，是二级*登录建筑。 

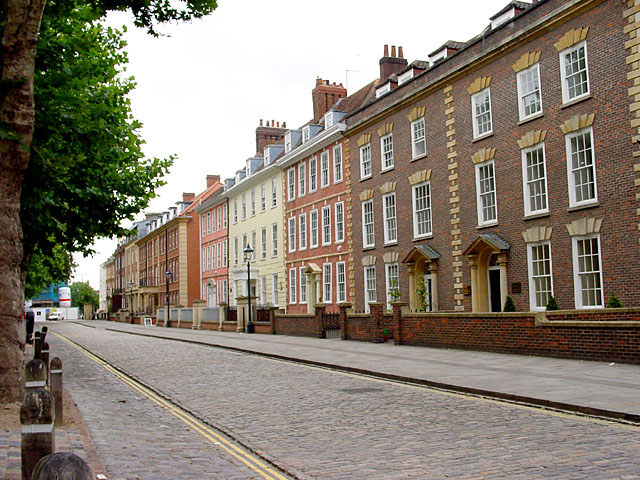
皇后广场南侧

南面有18世纪的各种建筑物。西侧重建于19世纪30年代骚乱以后，主要是亨利拉姆利的作品，其中有些是私人住宅，但许多是办公楼。

## 居民
在18世纪，皇后广场是布里斯托尔最受追捧的居住地点，但由于18世纪末朝向克利夫顿发展，许多家庭搬到那里，广场上一些住宅成了办公楼。
著名的伍兹·罗杰斯船长曾经住在西侧的房子。现在他的故居所在的建筑挂有牌匾加以纪念。 
威廉迈尔斯（1728年至1803年），1766年的布里斯托尔郡治安官，1780年的布里斯托尔市市长和商人合资公司视督导员，住在61号（现改为69/70/71号），这座房子成了他的家族广泛商业利益的办公楼
美国革命之后，美国在广场上设立第一个大使馆。

## 暴动

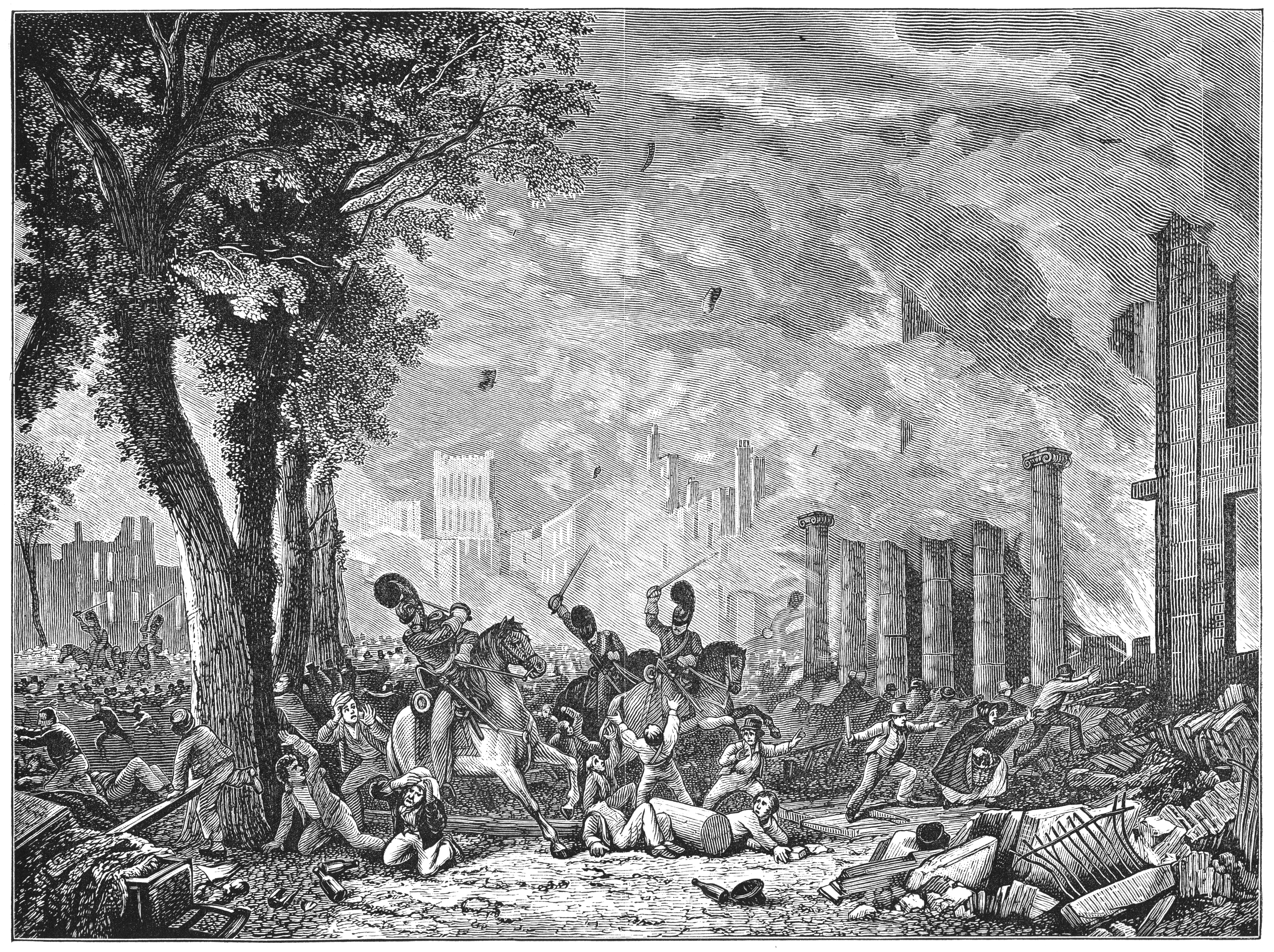
1831年暴动

1831年布里斯托尔暴动发生在上议院否决第二次改革法案之后，该法案旨在使布里斯托尔、曼彻斯特、伯明翰、布拉德福德和利兹等增长迅速的工业城镇在下议院获得较多的代表名额。布里斯托尔自1295年就在下议院中有代表，但是到1830年，10.4万人口中只有6000名有投票权。
地方裁判官查尔斯·韦瑟雷尔爵士是法案的强烈反对者，10月29日，他前往布里斯托尔开设新的巡回法院。他威胁要监禁一名前往外地参与骚动者，一名愤怒的暴民追逐他到皇后广场的市长府邸。裁判官逃脱了，但市长和官员们被包围在市长府邸。
暴徒包括为数约500或600名青年男子，暴乱持续3天，主教府、市长府邸，以及私人房屋和财产遭到抢劫和破坏，监狱被拆毁。克利夫顿吊桥的工程停止，伊桑巴德·金德姆·布鲁内尔本人宣誓成为特别警员。
托马斯·布里尔顿中校率领龙骑兵持刀冲过皇后广场，数百人死亡和受伤，暴民被驱散。布里尔顿后来受到军法审判，因为他拒绝向人群开枪。他在审判结束前开枪自杀。 
约100人在1832年1月接受了首席大法官廷德尔的审判。
有四名男子被绞死，尽管有10000名布里斯托尔人写信给威廉四世求情。 

## 现代
皇后广场的一些建筑成为大轰炸，以及战后英国开发的牺牲品。1937年，布里斯托尔市议会批准兴建穿过广场中心的双向行车道，拆除了广场的一些建筑。这改变了广场的气氛和安宁，直到20世纪90年代中期才制定一个计划，恢复广场。
自2000年拆除环路，广场变得安静，恢复了开放空间。许多建筑物被用作办公楼，还有餐馆，律师事务所，专利代理人和酒吧。 
在广场中心的绿地经常用于公共活动，主要集中在夏季。
51°27′00″N 2°35′42″W / 51.450°N 2.595°W